# Marco Cassetti
Marco Cassetti, (Brescia, 29 mei 1977) is een profvoetballer. Meestal speelt hij in de verdediging of op het middenveld. Op dit moment wordt hij door Udinese uitgeleend aan Watford. Hij speelde tussen 2005 en 2008 vijf interlands voor Italië